# ウスター・ウォリアーズ
ウスター・ウォリアーズ（英: Worcester Warriors）は、イングランドのウスターを本拠地とするラグビーユニオンのクラブである。2022年秋に財政破綻により解散、2025年から活動再開する予定。

## 歴史
1871年創設。
2004年、プレミアシップに初昇格。
2022年9月、約600万ポンド（当時約9億7000万円相当）の税金未払いにより、2022-23シーズンのプレミアシップから出場停止処分を受けた。その後、選手・スタッフの契約を解除し、約2500万ポンド（当時約40億5000万円相当）の負債を抱えて倒産した。
2025年4月3日、2025-26シーズンから活動を再開することを発表した。ホームスタジアムは、破綻前と同じシックスウェイズ・スタジアムとなる。同シーズンから再編成される2部リーグ「チャンプ・ラグビー（旧・RFUチャンピオンシップ）」に参加する予定。

## スコッド
破綻前、最後の活動となった2021-22シーズンのスコッド（2021年8月当時）
| プロップ - Christian Judge - Joe Morris - Kai Owen - Jack Owlett - ローリー・サザーランド - Marc Thomas - Jay Tyack - Ethan Waller フッカー - Niall Annett - スコット・ボールドウィン - Beck Cutting - Isaac Miller ロック - Joe Batley - Anton Bresler - Justin Clegg - Matt Garvey - Andrew Kitchener - Graham Kitchener - James Scott | フランカー/No.8 - Tom Dodd - Kyle Hatherell - テッド・ヒル - マット・クヴェシック - Sam Lewis - シオネ・ヴァイラヌ スクラムハーフ - Will Chudley - ウィリー・ハインツ - Gareth Simpson フライハーフ - Billy Searle - Jamie Shillcock - オーウェン・ウィリアムズ | センター - アシュリー・ベック - Will Butler - オーリー・ローレンス - Oli Morris - フランソワ・ベンター ウイング - クリス・アシュトン - Harri Doel - Alex Hearle - Tom Howe - Perry Humphreys - Jack Johnson - ドゥーハン・ファン・デル・メルヴァ フルバック - Noah Heward - Melani Nanai |
| | | |
| はキャプテン。 | | |

## 歴代所属選手
- ティム・ウォルシュ(Tim Walsh)…現在7人制オーストラリア代表のヘッドコーチを務めている。
- アレキ・ルツイ(Aleki Lutui)…トンガ代表38キャップ、現在はアンプティルRUFCに所属。
- ジャバ・ブレグヴァゼ(Jaba Bregvadze)…ジョージア代表58キャップ、現在はサンウルブズに所属。
- ジェレミー・スア(Jeremy Su'a)…サモア代表15キャップ、現在はペトラルカ・ラグビーに所属。
- アガスティン・クレーヴィ(Agustin Creevy)…アルゼンチン代表89キャップ、現在はハグアレスに所属。
- クリス・ブイ(Chris Vui)…サモア代表18キャップ、現在はブリストル・ベアーズに所属。
- ブレア・コーワン(Blair Cowan)…スコットランド代表17キャップ、現在はロンドン・アイリッシュに所属。
- トム・ウッド(Tom Wood)…イングランド代表50キャップ、現在はノーサンプトン・セインツに所属。
- クーパー・ブーナ(Cooper Vuna)…オーストラリア代表2キャップ・トンガ代表16キャップ、現在はニューカッスル・ファルコンズに所属。
- ネタニ・タレイ(Netani Talei)…フィジー代表33キャップ、2007・2011・2015年W杯3大会出場。
- ライアン・グラント(Ryan Grant)…スコットランド代表25キャップ、2015年W杯出場。
- デビッド・デントン(David Denton)…スコットランド代表42キャップ、2015年W杯出場。
- ジョシュ・マタビシ(Josh Matavesi)…フィジー代表24キャップ、現在はバース・ラグビーに所属。
- ハメ・ファイバ(Hame Faiva)…イタリア代表10キャップ、現在はバース・ラグビーに所属。
- コナー・ブレイズ(Connor Braid)…カナダ代表26キャップ、2015年W杯出場。
- マリアノ・ガラルサ(Mariano Galarza)…アルゼンチン代表26キャップ、現在はバイヨンヌに所属。
- レオナルド・セナトーレ(Leonardo Senatore)…アルゼンチン代表50キャップ、現在はGERに所属。
- ベン・テオ(Ben Te'o)…イングランド代表18キャップ、現在はブリスベン・ブロンコスに所属。
- マイケル・ドーセット(Michael Dowsett)
- テヴィタ・ザヴンバティ(Tevita Cavubati)…フィジー代表30キャップ、現在はハーレクインズに所属。
- ジョシュ・アダムス(Josh Adams)…ウェールズ代表24キャップ、現在はカーディフ・ブルーズに所属。
- アンドリュー・デュルタロ(Andrew Durutalo)…アメリカ代表22キャップ、現在はシアトル・シーウルブズに所属。
- ジョー・タウフェテ(Joe Taufeteʻe)…アメリカ代表27キャップ、現在はリヨンOUに所属。
- フランソワ・ホーハート(Francois Hougaard)…南アフリカ代表46キャップ、現在はワスプス・ラグビーに所属。
- ダンカン・ウィアー(Duncan Weir)…スコットランド代表30キャップ、現在はグラスゴー・ウォリアーズに所属。
- エド・フィドウ(Ed Fidow)…サモア代表14キャップ、現在はマナワツに所属。
- スコット・ボールドウィン(Scott Baldwin)…ウェールズ代表34キャップ、現在はオスプリーズに所属。
- シオネ・ヴァイラヌ(Sione Vailanu)…トンガ代表10キャップ、現在はグラスゴー・ウォリアーズに所属。
- ウィリー・ハインツ(Willi Heinz)…イングランド代表13キャップ、現在はカンダベリーに所属。